# Rainbow (песня Сии)
«Rainbow» — песня австралийской певицы Сии, выпущенная 15 сентября 2017 года в качестве главной песни к саундтреку из мультфильма «My Little Pony в кино». В фильме песню исполняет пегас-певица по имени Серенада Трель (озвучена Сией).

## Музыкальное видео
Музыкальное видео для «Rainbow» было выпущено 15 сентября 2017 года. Видео было снято Дэниэлом Аскиллом, при участии Мэдди Зиглер с хореографией Райана Хеффингтона. Между кадрами, в которых Серенада Трель выступает для толпы зрителей, Зиглер танцует одна на сцене, покрытой тонкой плёнкой воды, в парике, напоминающем гриву Серенады Трель, и успешно сражается и побеждает стихию.

## Критика
Песня «Rainbow» получила признание критиков. Брайан Ролли из Billboard назвал песню «воодушевляющей», сказав: «Австралийская поп-звезда избегает вокальной акробатики прошлых хитов, таких как „Chandelier“, в пользу сдержанного крюка и гипнотического бита, но при этом звучит так же мощно и вдохновенно, как и раньше. Она поддерживает беспристрастный, оптимистичный дух, который поднимают её лучшие песни, поёт: „Я вижу радугу в твоих слезах, когда солнце выходит“». Хилари Хьюз из MTV сказала: «У „Rainbow“ есть все признаки звёздного сингла Сии: расширение возможностей, ритм вождения и заразительная мелодия». Габриэлла Гинзберг из Hollywood Life сказала, что песня «просто великолепна».